# جات جیمز باند
جات جیمز باند (به انگلیسی: Jatt James Bond) فیلمی هندی محصول سال ۲۰۱۴ و به کارگردانی روهیت جوگراج چائوهان است. در این فیلم بازیگرانی همچون جیپی گروال، زرین خان، یاشپال شارما، گورپریت گوگی، موکش ریشی، کارامجیت آنمول و شهباز خان ایفای نقش کرده‌اند.